# 2002 en Géorgie
Chronologie de la Géorgie
- 1998
- 1999
- 2000
- 2001
- 2002
- 2003
- 2004
- 2005
- 2006

Cette page recense des événements qui se sont produits durant l'année 2002 en Géorgie.

## Chronologie

### Janvier
- 2 janvier : L'endommagement d'une ligne électrique majeure provoque une panne d'électricité de plusieurs jours à Tbilissi. Cela survient une semaine après qu'une explosion a détruit la principale centrale électrique fournissant de l'électricité à la capitale[1]. Un accord avec l'Arménie pour importer temporairement de l'électricité et qui expirera le 3 janvier est prolongé d'un mois. Le fournisseur d'électricité AES conclut un accord pour recevoir de petites quantités d'électricité d'Azerbaïdjan. Les pannes massives durent jusqu'au 15 janvier.
- 4 janvier : Le secrétaire exécutif de la CEI, Iouri Iarov, se rend à Tbilissi pour négocier une prolongation du mandat des soldats de la paix russes en Abkhazie, dont le mandat a expiré le 31 décembre[2].
- 5 janvier : Des inspecteurs de l'AIEA viennent en Géorgie pour inspecter la source de rayonnement qui a causé la maladie de trois personnes dans la région de Samegrelo-Zemo Svaneti[3]. Tbilissi accuse la base militaire russe de Goudaouta d'être derrière les déchets nucléaires en Géorgie[4].
- 8 janvier : 
  - De grandes manifestations éclatent dans la vallée de Pankisi pour exiger la libération d'un moine kidnappé par des chefs de guerre tchétchènes locaux en novembre 2001[5]. Le Conseil de sécurité nationale géorgien se réunit[6].
  - Le chef de l'opposition Mikheïl Saakachvili prévient qu'une défaite des talibans par les forces américaines en Afghanistan entraînera une augmentation du trafic de drogue en Géorgie[7].
- 9 janvier : 
  - La BBC fait état de projets de construction de bases militaires turques en Géorgie, allégations démenties par le gouvernement géorgien et préoccupées par l'Arménie[8].
  - La Russie et la Géorgie conviennent de former une commission conjointe pour enquêter sur le bombardement russe de la vallée de Pankissi en novembre 2001[9].
- 10 janvier : Les autorités locales de la municipalité d'Akhmeta, qui comprend la vallée de Pankissi, menacent de démissionner si le gouvernement central ne rend pas son autorité dans la région[10].
- 12 janvier : 
  - Deux sources de rayonnement se trouvent dans le village de Djvari, près de la frontière administrative Abkhazie-Géogie. Ces deux ont été découverts après qu'une source de rayonnement similaire ait empoisonné plusieurs personnes dans la région, ce qui a conduit à une enquête de l'AIEA[11].
  - L'Ukraine annonce qu'elle est prête à fournir des soldats de la paix dans le conflit Abkhazie-Géogie alors que les négociations se poursuivent sur la prolongation du mandat des soldats de la paix russes[12].
- 14 janvier : 
  - Le président Chevardnadzé annonce que les soldats de la paix russes resteront en Abkhazie jusqu'à ce qu'un remplaçant soit trouvé. Le mandat de maintien de la paix a expiré le 31 décembre[13].
  - Le ministère de l'Intérieur interdit de négocier avec les ravisseurs, une mesure visant à arrêter le financement des chefs de guerre criminels dans la vallée de Pankissi[14].
- 15 janvier : 
  - Le Ministère des Affaires intérieures lance une opération spéciale dans la vallée de Pankissi pour pousser un poste de contrôle de la police plus profondément dans la région[15].
  - Des séparatistes abkhazes attaquent un village géorgien de la municipalité de Gali, entraînant la torture et la mort d'un civil[16].
- 16 janvier : Les troupes du ministère de l'Intérieur lancent une deuxième opération dans la gorge de Pankissi pour libérer plusieurs otages détenus par des chefs de guerre criminels dans la région[17].
- 17 janvier : 
  - Les représentants abkhazes et géorgiens se rencontrent pour la première fois depuis la chute des négociations entre les deux parties à la suite du conflit dans la gorge de Kodori d'octobre 2001[18]. Un protocole d'accord est signé prévoyant le retrait des forces armées de Géorgie et d'Abkhazie de la vallée[19].
  - Lancement du premier recensement de la population géorgienne depuis l'effondrement de l'URSS[20].
  - Le député Sandro Bregadzé, membre de la fraction pro-gouvernementale, est attaqué et cambriolé à Tbilissi. Il accuse les forces de l'ordre d'être derrière l'attaque[21].
  - Une grande ligne électrique fournissant de l'électricité à la capitale et restaurée le 15 janvier après deux semaines de coupures de courant est à nouveau endommagée par un coup de feu[22].
- 21 janvier : Les milices géorgiennes menacent de tirer sur les soldats de la paix russes si la Russie attaque la vallée de la Kodori[23]. En contradiction avec son propre gouvernement, le président Chevardnadze annonce que les troupes géorgiennes ne quitteront pas la vallée[24]. Des mines sont installées par des milices géorgiennes le long de la ligne de conflit Abkhazie-Géorgie pour restreindre les mouvements des soldats de la paix russes[25].
- 22 janvier : Doudou Dadiani, vice-président de la Fédération géorgienne de basketball, est abattu[26].
- 23 janvier : 
  - Des centaines de manifestants à Tbilissi demandent le retrait des soldats de la paix russes d'Abkhazie, où leur mandat a expiré le 31 décembre[27].
  - Le gouvernement négocie une augmentation de salaire de 30% pour les enseignants publics[28].
- 24 janvier : 
  - Mindia Ougrekhelidzé est élu pour un second mandat de cinq ans en tant que représentant de la Géorgie à la Cour européenne des droits de l'homme[29].
  - Le député de l'opposition Mikheïl Saakachvili lance une pétition demandant des élections législatives anticipées[30].
  - Protestant contre les nouvelles taxes sur les cigarettes, le plus grand producteur de tabac de Géorgie, GTPC, menace de fermer ses activités[31].
  - Une fuite de gaz à Tbilissi fait quatre morts[32].
- 25 janvier : Un groupe de conservateurs radicaux dirigé par un prêtre excommunié a pris d'assaut une chaîne de télévision diffusant un programme évangélique, forçant la station à fermer[33].
- 26 janvier : Trois personnes sont blessées lors de l'opération de police dans la gorge de Pankissi[34].
- 28 janvier : Environ 5 000 habitants d'Akhmeta protestent contre l'échec de la police à libérer la vallée de Pankissi des chefs de la criminalité locaux[35].
- 30 janvier : 
  - Des miliciens géorgiens auraient attaqué un poste de contrôle des soldats de la paix russes en Abkhazie, blessant un soldat russe[36].
  - Vladimir Rouchaïlo, secrétaire du Conseil de sécurité nationale de Russie, se rend en Géorgie pour signer un protocole de coopération avec son homologue géorgien[37].
  - Tbilissi admet que certains combattants tchétchènes font partie des quelque 7 000 réfugiés de la guerre tchétchène dans la vallée de Pankissi[38].
  - Des rapports indiquent à un bombardement nocturne de la vallée de Kodori par la Russie[39].
- 31 janvier : 
  - Un officier spécial géorgien est tué dans un tir ami dans la vallée de Pankissi[40].
  - Après des mois de négociations entre la faction au pouvoir et l'opposition, le Parlement approuve le budget 2002 de 1,3 milliard de lari. L'opposition vote contre le budget[41].

### Février
- 1er février : Le Conseil de sécurité des Nations unies prolonge de cinq mois le mandat de la Mission d'observation des Nations unies en Géorgie, chargée de trouver une solution au conflit géorgien-abkhaze[42]. Le CSNU adopte également un document appelant au retrait des troupes géorgiennes de la vallée de la Kodori et mettant en place un format pour faciliter les négociations de conflit sous la protection de l'ONU[43].
- 2 février : La Géorgie nie les informations russes selon lesquelles elle aurait commencé à retirer ses troupes de la vallée de la Kodori, tandis que Sokhumi accuse la Géorgie d’héberger des terroristes tchétchènes dans la vallée[44].
- 3 février : Un groupe orthodoxe radical dirigé par le prêtre excommunié Basil Melikichvili brûle quatre tonnes de livres volés à l'Église des Témoins de Jéhovah[45].
- 5 février : La Géorgie et l'Azerbaïdjan signent un protocole d'échange de documents lié à la ratification d'un accord bilatéral sur le transit du gaz du champ gazier de Shah Deniz[46].
- 6 février : Dans une tentative de mettre fin à la pratique du «vol de route» par les policiers, le ministère de l'Intérieur interdit aux patrouilleurs d'effectuer des contrôles de drogue[47].
- 7 février : Le Parti national-démocrate, l'un des partis politiques les plus importants du pays, se divise quand la présidente du parti Irina Sarichvili expulse le conseiller municipal conservateur de Tbilissi Djondo Baghatouria du parti[48].
- 9 février : 
  - L'organisme de surveillance anticorruption du gouvernement central accuse le gouverneur de Mtskheta-Mtianeti, Koba Boutchoukouri, de corruption pour avoir omis de déclarer les parts financières d'une grande entreprise énergétique nationale impliquée dans des pannes régionales[49]. Boutchoukouri est limogé le lendemain et remplacé par le député Armaz Chamanaouri.
  - Tbilissi et les Nations unies appellent les manifestants au pont d'Engouri, protestant contre la présence de soldats de la paix russes en Abkhazie, à se dissoudre[50].
- 10 février : Le service de sécurité de l'État dévoile 62 agents étrangers travaillant en Géorgie[51].
- 11 février : Le ministre d'État Avtandil Djorbenadzé et l'envoyé spécial de l'ONU Dieter Boden arrivent à Sokhumi pour des négociations avec les dirigeants séparatistes abkhazes. Les pourparlers concernent le refus de l'Abkhazie de suivre la résolution de l'ONU appelant Tbilissi et Sokhumi à lancer des négociations sur la réintégration de l'Abkhazie en Géorgie[52]. Parallèlement, le Parlement géorgien et le président Chevardnadzé conviennent de former une commission spéciale pour étudier la question de la réintégration.
- 12 février : Lors d'une visite du ministre arménien des Affaires étrangères Vartan Oskanian en Géorgie, l'Arménie accepte de reporter de cinq ans la dette de 19,6 millions de dollars détenue par la Géorgie[53]. La visite se déroule dans le contexte des préoccupations croissantes de l'Arménie concernant le partenariat entre l'Azerbaïdjan, la Géorgie et la Turquie, et des craintes que la fermeture prévue de la base militaire russe à Akhalkalaki (près de la frontière Géorgie-Arménie) ne permette une plus grande influence turque dans la région.
- 13 février : Niant les affirmations des États-Unis selon lesquelles des terroristes islamiques pourraient se cacher dans la vallée de Pankissi, les chefs tribaux locaux invitent des journalistes étrangers à visiter et à enquêter sur la région[54].
- 14 février : 12 maires de district sont licenciés par le président après des allégations de corruption[55].
- 15 février : Djemal Goguitidzé, un député du parti au pouvoir, accuse l'agence de renseignement géorgienne de planifier l'assassinat d'Aslan Abachidzé, le chef puissant, autoritaire et autonomiste de la République autonome d'Adjarie[56]. Le député Boris Kakoubava réitère ces allégations deux jours plus tard.
- 16 février : Le ministre russe des Affaires étrangères, Sergueï Ivanov, affirme qu'Oussama Ben Laden se cache peut-être dans la vallée de Pankissi, une affirmation rejetée par la Géorgie[57].
- 18 février : 
  - Une attaque contre un poste de contrôle de la police dans la vallée de Pankissi conduit à l'enlèvement de quatre policiers[58], qui seront libérés deux jours plus tard. Le gouvernement envoie des forces supplémentaires dans la région. Les ravisseurs demandent la libération d'un trafiquant de drogue notoire.
  - Le président Chevardnadzé annonce le remplacement des troupes géorgiennes de la vallée de la Kodori par des gardes-frontières[59].
- 19 février : Six mois après le meurtre du journaliste de Rustavi 2 Guiorgui Sanaïa, des coups de feu sont tirés sur le bureau du journaliste d'investigation Akaki Gogitchaïchvili, de la même chaîne[60].
- 20 février : Les troupes géorgiennes commencent à se retirer de la vallée de la Kodori à la suite de l'accord de janvier avec Sokhoumi.
- 21 février : Nikolaï Petrouchev, chef du service de sécurité russe, se rend en Géorgie pour discuter de la situation dans la vallée de Pankissi[61], où des terroristes islamiques seraient cachés. Les médias russes avaient précédemment affirmé qu'une opération conjointe américano-russe était prévue dans la région, tandis que Washington a évoqué une coopération directe avec le gouvernement géorgien. Deux jours plus tard, l'ambassadeur américain en Russie, Alexander Vershbow, confirme que les États-Unis fourniront à la Géorgie du matériel militaire pour faire face à la situation dans la vallée, tout en ajoutant que les États-Unis ne lanceraient pas d'opération antiterroriste dans la région[62].
- 23 février : 
  - Les médias américains rapportent l'arrivée en Géorgie de deux avions militaires américains pour lancer une opération contre des sympathisants d'Al-Qaïda dans la vallée de Pankissi, une information non confirmée par le ministère géorgien de la Défense, qui affirme que seuls des experts américains arrivent pour former les forces spéciales géorgiennes[63].
  - Abdoula Khalilov, un citoyen de souche azérie de Géorgie enlevé dans la vallée de Pankissi en octobre 2001, aurait été tué par des militants locaux[64].
- 25 février : 
  - Nougzar Sajdaïa, secrétaire du Conseil de sécurité nationale géorgien, est retrouvé mort dans son bureau avec une balle dans la tête. Sa mort est considérée comme un suicide. Il est révélé plus tard qu'il avait présenté sa démission deux jours auparavant. Le président Chevardnadzé blâme ses détracteurs d'avoir imposé la terreur morale à Sadjaïa avant sa mort[65].
  - Au milieu des tensions croissantes dans la région, la centrale hydroélectrique de Khadori est bombardée par des lance-grenades. La centrale est en cours de construction par une entreprise chinoise[66].
- 27 février : 
  - La Russie se déclare contre la présence de troupes américaines en Géorgie pour faire face à la situation dans la vallée de Pankissi[67].
  - La commission des affaires étrangères de la Douma russe annonce des discussions sur l'annexion de l'Abkhazie à la Russie[68]. Alors que certains responsables politiques russes appellent à la reconnaissance de l'indépendance de l'Abkhazie, le président Chevardnadze qualifie cette série de déclarations de « stupide ».
- 28 février : Au cours des négociations, la Géorgie et l'Abkhazie ne parviennent pas à s'entendre sur un accord de sécurité commun pour la vallée de la Kodori, Tbilissi avertissant que la partie abkhaze n'offre pas de garanties de sécurité à la population géorgienne locale[69].

### Mars
- 1r mars : En représailles aux discussions de la Douma russe sur la possible reconnaissance de l'Abkhazie par Moscou, le Parlement géorgien commence à discuter de la reconnaissance de la Tchétchénie en tant que république souveraine[70].
- 2 mars : L'Abkhazie organise des élections parlementaires largement condamnées par la Géorgie et le Conseil de l'Europe. Le parti pro-gouvernemental l'emporte, avec des allégations de fraude électorale contre le président de facto Vladislav Ardzinba[71].
- 6 mars : 
  - Le ministère de la Défense accuse la base militaire russe d'Akhalkalaki d'être impliquée dans le trafic d'armes. Tbilissi accuse notamment la base de fournir des armes à des groupes criminels dans la vallée de Pankissi, où l'instabilité a été utilisée comme excuse par Moscou pour une nouvelle intervention militaire en Géorgie[72].
  - L'Abkhazie accuse les États-Unis de planifier une intervention militaire avec la Géorgie contre l'Abkhazie[73]. Tbilissi accuse l'Abkhazie d'abriter des combattants d'Al-Qaïda.
  - La Géorgie et les États-Unis signent un accord pour rééchelonner la dette de la Géorgie au cours des 30 prochaines années, avec une augmentation prévue du taux d'intérêt au fil des ans[74].
  - La Douma russe adopte une résolution exprimant le regret que la Géorgie ait choisi l'aide militaire américaine à la place de la Russie pour faire face à la situation dans la vallée de Pankissi, tout en reconnaissant l'intégrité territoriale du pays. La résolution est le résultat de jours de débat au cours desquels certains députés russes ont menacé d'ajouter une clause pour la reconnaissance de l'indépendance de l'Abkhazie[75].
  - Tedo Djaparidzé, ambassadeur de Géorgie aux États-Unis, est nommé secrétaire du Conseil de sécurité nationale par le président Chevardnadzé. Cette nomination est considérée comme une tentative d'approfondir le changement de politique étrangère de la Géorgie vers l'ouest[76].
- 7 mars : 
  - La Banque mondiale annonce une diminution de 20% de son aide à la Géorgie à partir de 2003 après l'incapacité du gouvernement à résoudre les problèmes de corruption de longue date[77].
  - La Géorgie et l'Abkhazie ne parviennent pas à s'entendre sur une coopération en matière de sécurité dans la vallée de la Kodori au cours de leur troisième cycle de négociations[78].
- 8 mars : La Géorgie fait état d'un retrait des groupes de combattants tchétchènes de la vallée de Pankissi, plus d'une semaine après le début d'un programme de coopération militaire américano-géorgienne dans la région[79].
- 12 mars : Le président américain Bush et le ministre russe des Affaires étrangères Sergueï Ivanov se rencontrent à Washington pour discuter de la situation dans la vallée de Pankissi, un jour après que Bush a annoncé le déploiement de 150 soldats américains pour former les forces géorgiennes. Les États-Unis s'engagent à prendre en compte les intérêts de la Russie dans la gestion de la situation[80].
- 13 mars : 
  - Quatre combattants islamistes afghans présumés sont arrêtés à Tbilissi. Ils avaient prévu d'atteindre l'Europe via l'Abkhazie[81].
  - Quatre factions parlementaires commencent à boycotter le Parlement à la suite de la nomination de Badri Bitsadzé, époux de la présidente parlementaire Nino Bourdjanadzé, au poste de procureur général adjoint[82].
- 14 mars : 
  - Le gouvernement géorgien et les investisseurs internationaux signent un accord qui permet le lancement de la construction du gazoduc Bakou-Tbilissi-Erzurum[83].
  - Le Mouvement populaire de Djavakhk, une organisation d'Arméniens locaux de la région de Samtskhé-Djavakheti, appelle à l'autonomie de la région[84]. Cela intervient alors que le ministre turc de la Justice se rend en Géorgie au milieu des allégations des médias arméniens selon lesquelles Ankara envisage de faire pression sur le gouvernement géorgien pour le rapatriement des Turcs meskhètes d'Asie centrale, déplacés par le régime soviétique de la région de Samtskhé. Le président arménien Robert Kocharyan désavoue les tensions ethniques dans la région géorgienne, soulignant plutôt la nécessité de stabilité dans les relations Tbilissi-Erevan.
  - Les soldats de la paix russes et les milices géorgiennes échangent des tirs en Abkhazie[85]. Un combattant géorgien aurait été arrêté par les forces russes et remis aux séparatistes abkhazes.
- 17 mars : Dans une interview accordée à un journal allemand, le président Edouard Chevarnadzé déclare l'intention de la Géorgie de rejoindre l'OTAN[86].
- 18 mars : 
  - Lors d'un discours devant la commission parlementaire européenne des affaires étrangères, des droits de l'homme, de la sécurité commune et de la politique de défense, le président Edouard Chevardnadzé déclare l'intention de la Géorgie de rejoindre l'Union européenne[87].
  - Quatre soldats de la paix russes en Abkhazie sont enlevés par des milices géorgiennes[88]. Ils seront libérés deux jours plus tard.
- 19 mars : Guivi Targamadzé, membre du Conseil anti-corruption, présente des preuves accusant le gouverneur de Kvemo Karthli, Levan Mamaladzé, de blanchiment d'argent et de corruption[89].
- 20 mars : Le Parlement géorgien adopte une résolution spéciale sur l'Abkhazie condamnant le nettoyage ethnique des Géorgiens qui a eu lieu après la guerre de 1993-1994 en Abkhazie comme un génocide, ainsi que la confiscation illégale de propriétés géorgiennes par les autorités séparatistes, appelant la Russie à retirer sa base militaire de Goudaouta et s'engageant à revoir le statut constitutionnel de l'Abkhazie en Géorgie au cours des trois prochains mois[90].
- 23 mars : 
  - Kakha Bakouradzé, chef de la police de Tbilissi, démissionne après avoir sévèrement critiqué les mauvaises conditions budgétaires des forces de l'ordre géorgiennes[91].
  - Dans un différend législatif croissant entre la Géorgie et la Russie, la Douma russe adopte une résolution appelant le président Poutine à intervenir dans la vallée de Pankisi et à lancer une coopération législative entre la Russie, l'Abkhazie et l'Ossétie du Sud[92].
- 27 mars : Quatre actes terroristes à travers l'Abkhazie ont fait un mort. Sokhoumi accuse les guérilleros géorgiens d'avoir organisé les attaques et utilise cela comme une excuse pour quitter les négociations sous la médiation de l'ONU. Le président Chevardnadzé, quant à lui, prévient que les explosions pourraient être des provocations pour lancer une nouvelle guerre contre la Géorgie. Les pourparlers de paix reprennent le 29 mars[93].
- 28 mars : Des réfugiés d'Abkhazie protestent contre les soldats de la paix russes au pont d'Engouri, le point de passage entre l'Abkhazie et le reste de la Géorgie[94].
- 30 mars : Réunion des chefs des conseils de sécurité nationale de Géorgie, d'Arménie, d'Azerbaïdjan et de Russie. Vladimir Poutine appelle à un règlement pacifique du conflit abkhaze-géorgien[95].

### Avril
- 1er avril : Vladimir Poutine nomme Valeri Lochtchinine comme son représentant personnel sur le processus de règlement du conflit Géorgie-Abkhaze. Lochtchinine est le vice-ministre russe des Affaires étrangères[96].
- 2 avril : La Géorgie et l'Abkhazie signent un protocole d'accord garantissant le retrait des troupes géorgiennes de la vallée de la Kodori avant le 10 avril[97]. Certains médias rapportent une augmentation de la présence militaire de la Russie dans sa base de Gudauta en Abkhazie, une affirmation démentie par la Russie. La Russie ne s'est pas retirée de Gudauta en 2001 malgré l'Accord d'Istanbul de 1991 facilité par l'OSCE[98].
- 4 avril : Un soldat abkhaze est tué et deux sont capturés lors d'un affrontement contre les milices géorgiennes. Tbilissi affirme que le contingent abkhaze préparait une attaque terroriste dans la région de Samegrelo[99].
- 5 avril : La Géorgie détient deux camions russes d'un convoi militaire de la force transcaucasienne russe dont le siège est à Tbilissi. La Russie accuse la Géorgie de provocation, tandis que la Géorgie assure que la détention est due au fait que Moscou n'avait pas averti Tbilissi du déplacement, violant un accord bilatéral antérieur[100].
- 7 avril : Une attaque est signalée contre des soldats de la paix russes en Abkhazie[101].
- 9 avril : 
  - La Géorgie et l'Azerbaïdjan signent un protocole de coopération militaire[102].
  - Les responsables militaires russes affirment qu'un missile sol-air Igla trouvé en Tchétchénie et utilisé par des rebelles locaux est enregistré auprès du ministère géorgien de la Défense, la dernière d'une série d'accusations par Moscou de la Géorgie aidant les séparatistes tchétchènes[103].
- 10 avril : La Géorgie achève le retrait de ses forces militaires de la vallée de Kodori, tandis que l'Abkhazie retire son matériel militaire de Tkvartcheli, sous la supervision des soldats de la paix russes[104].
- 11 avril : Antanas Valionis, président en exercice du Conseil de l'Europe, se rend en Géorgie pour tenter de faire pression sur Tbilissi pour qu'elle ratifie la Convention sur les minorités nationales comme convenu lorsque la Géorgie a rejoint le Conseil en 1999[105].
- 12 avril : Des responsables du gouvernement géorgien accusent les troupes russes d'avoir été envoyées dans la vallée de Kodori à la suite du retrait de l'armée géorgienne à la suite d'un accord facilité par l'ONU. Tbilissi accuse la Russie de violer la souveraineté de la Géorgie[106]. Le député Iveri Tchelidzé, qui représente Kodori au Parlement, affirme que les hélicoptères sont venus de la direction de Sokhoumi, indiquant une présence russe jusque-là inconnue dans la capitale de facto de l'Abkhazie[107]. L'armée russe affirme avoir envahi la région pour protéger les résidents locaux, malgré l'absence de graves affrontements depuis des mois[108]. Le président Chevardnadzé ordonne à l'armée géorgienne de se mettre en état d'alerte[109] et débarque dans la zone de conflit[110]. Tbilissi suspend ses négociations en cours sur un accord-cadre de coopération avec la Russie alors que la délégation parlementaire russe quitte la Géorgie[111]. Les milices locales expulsent finalement les troupes russes[112].